# Charli Robinson
Sharlene Marie Zeta Robinson (nacida el 8 de marzo de 1980), conocida profesionalmente como Charli Robinson  (anteriormente como Charli Delaney), es una presentadora de la radio y televisión australiana. Dada a conocer como miembro original del grupo musical juvenil Hi-5 y de la serie televisiva del mismo nombre. Dejó Hi-5 en febrero de 2008, después de diez años. En la actualidad es presentadora del canal Nine Network y presenta el programa de viajes Getaway.

## Biografía

### Juventud
Charli Robinson nació en Newcastle,  Nueva Gales del Sur. Tiene una hermana mayor, Cassandra. Asistió a la escuela de Hunter para Artes Escénicas en Broadmeadow, Newcastle, antes de participar en varios espectáculos de televisión, así como telenovelas.

### Hi-5
Charli Robinson fue el miembro original más joven del grupo musical juvenil Hi-5. Abandonó el grupo en febrero de 2008; el anuncio oficial fue el 22 de febrero de 2008. Asimismo indicó que continuaría con la formación hasta que se encontrara a una sustituta adecuada. Charli Robinson expuso sus planes de futuro, que incluían dedicarse a la carrera de presentadora actriz y modelo. Formó parte del jurado en  Batalla de Coros en 2008, y también apareció en la octava temporada de Bailando con las Estrellas.

### Televisión
En 2009, Charli Robinson copresentó el espectáculo musical para famosos Toma Dos junto al actor de Casa y Fuera Paul O'Brien. Ella firmó un contrato de tres años con el programa. Además apareció en el cortometraje Tegan el vegano.
En octubre de 2011, se anunció que presentaría el programa Knockout.

### Radio
En mayo de 2011, Robinson sustituyó a los presentadores del programa de The Kyle & Jackie O Show, Kyle Sandilands y Jackie Henderson, mientras estaban enfermos.
El 5 de diciembre de 2011,  se anunció que en 2012 copresentaría Costa de Oro, de Mar FM.

## Vida privada
Charli Robinson se casó con su pareja de juventud, Brent Delaney, en 2003. La pareja se separó en 2009, después de seis años juntos.
En febrero de 2016, Charli Robinson y Justin Kirkpatrick anunciaron su separación tras cinco años de relación.
En agosto de 2018, Robinson y Liam Talbot, anunciaron que esperaban su primer hijo. El 27 de diciembre de 2018, nació Kensington Claire Talbot. El 13 de octubre de 2019, Charli Robinson y Talbot se prometieron en el Monte Panorama. El 20 de julio de 2020 nació su segunda hija, Theadora Elle Talbot.

## Filmografía
| Año            | Título                                               | Función           | Notas                        |
| -------------- | ---------------------------------------------------- | ----------------- | ---------------------------- |
| 1999@–2008     | Hi-5                                                 | Actriz            | Serie 1 a 10                 |
| 2007           | Spicks and Specks                                    | Invitada          |                              |
| 2008           | Good News Week                                       | Invitada          |                              |
| 2008           | Batalla de Coros                                     | Jurado            |                              |
| 2008           | Bailando con las Estrellas                           | Participante      |                              |
| 2008           | Carols in the Domain                                 | Intérprete        | Actuado "Fuera en un Manger" |
| 2009           | The Squiz                                            | Invitada habitual |                              |
| 2011@–14       | La televisión de Suciedad                            | Reportero         |                              |
| 2011@–12       | The Dirt TV                                          | Presentadora      |                              |
| 2014@–presente | Getaway                                              | Reportera         |                              |
| 2016@–17       | Modo Crucero                                         | Presentadora      |                              |
| 2019           | Channel Nine Queensland Children's Hospital Telethon | Presentadora      |                              |

### Actuaciones enBailando con las Estrellas
A finales de 2008, Robinson compitió en la octava temporada de Bailando con las Estrellas. La pareja de Robinson era Csaba Szirmai, uno de los bailarines profesionales del programa.
| Semana # | Canción/de baile | Jueces' puntuación | Jueces' puntuación | Jueces' puntuación | Puntuación total | Resultado  |
| Semana # | Canción/de baile | Todd               | Helen              | Mark               | Puntuación total | Resultado  |
| 1        | Cha-cha-cha / "Cuadros" | 6                  | 7                  | 7                  | 20               | Salvada    |
| 2        | Tango / "Mi Amor" | 8                  | 8                  | 7                  | 23               | Salvada    |
| 3        | Samba / "Mas Que Nada" | 7                  | 7                  | 8                  | 22               | Salvada    |
| 4        | Quickstep / "Ahora mismo" | 6                  | 8                  | 8                  | 22               | Bottom Dos |
| 5        | Salsa / "Abajo" | 8                  | 9                  | 9                  | 26               | Salvada    |
| 6        | Cambio de Costa del oeste / "no se Quiere Acostar Ahora"                                                                        | 8                  | 8                  | 8                  | 24               | Salvada    |
| 7        | Paso Doble/ "Bolero"Rumba / "Colores del Viento"                                                                                | 89                 | 89                 | 89                 | 2427             | Salvada    |
| 8        | Jive/ "Yeh Yeh"Foxtrot/ "1234"                                                                                                  | 57                 | 77                 | 67                 | 1821             | Salvada    |
| 9        | Tango/ "Tango Forte"Cha-Cha-Cha @– Quickstep @– Salsa Segue/ "Beso" @– "Mantener Young y Bonito" @– "el surco Es en el Corazón" | 96                 | 97                 | 87                 | 2620             | Eliminada  |